# Смерть Каїна
«Сме́рть Ка́їна»  — поема українського поета Івана Франка. Написана у 1888 році. Вперше надрукована наступного року за кошти автора у серії «Літературно-наукова бібліотека». Поема була передрукована у збірці «З вершин і низин» (1893). У цій збірці вона була поставлена першою в розділі «Легенди».

## Передумови написання
Над поемою І. Франко працював кілька років. У листі до М. Драгоманова від 20 березня 1889 року поет писав:
«Він [ Каїн ] сидів мені в мозку ще від часу, коли я перекладував байронівського „Каїна“, і тільки торік я осилив якось сю жидівську легенду, домішавши до неї шматок з легенди про Фауста, котрий з вершин Кавказу оглядав рай. З обробкою, сміло скажу, намучивсь я щиро: цілість перероблював два рази з ґрунту, так що з первісно написаного ледве чи осталось нетиканих зо 200 віршів — деякі часто перероблював і три, й чотири рази, майструючи зовсім нахолодно, по-столярськи».

## Відмінності образу Каїна у І.Франка, Д.Байрона та в Біблії
Поема І. Франка «Смерть Каїна» — яскравий приклад якісного руйнування традиційної семантики й аксіологічних домінант міфологічного матеріалу. У біблійній легенді заздрість і ворожнеча приводить Каїна до першозлочину, до братовбивства, що на більш глибокому рівні має зв'язок з мотивом гріхопадіння людини. Біблійний Каїн покірно несе свій вічний тягар, поки його хтось не вб'є. Домінантний мотив братовбивства з канонічного варіанту у Франка виявляється вторинним, несуттєвим, на перший план виходить мотив покарання і безсмертя. Франків Каїн сприймається як особистість, яка прагне пізнання сенсу людського буття. Для нього виявляються вторинними зовнішні атрибути (схильність до злочину, злість, ненависть до людей і до Бога). Його доля стає джерелом душевних переживань і трагічних суперечностей. Каїн Франка — не одиничний приклад такої трансформації семантичної наповненості.. Щодо сюжету, то Франкова легенда є начебто продовженням Байронової містерії, яка закінчується вбивством Авеля й прокляттям Каїна. Франків твір починається з блукань братовбивця Каїна по світі. Але Франкова легенда — не просто продовження Байронової містерії. Якщо Байронів Каїн у запереченні несправедливого світу залишається гордим індивідуалістом, то Каїн І. Франка виступає в кінці твору як невід'ємна від людської громади особистість, яка має чимало спільного з Франковим ідеалом «цілого чоловіка».

## Символізм в поемі
Переосмислення образу Каїна в поемі І.Франка було таким сміливим, що наразило поета на прокляття з амвона. Першим радикальним кроком І.Франка в інтерпритації Каїна стала подача цього образу у розвитку, що суперечить самій природі символу-характеру. Поет перетворює Каїна, проклятого людоненависника, на мислителя та шукача істини, руйнуючи таким чином архетип братовбивці.
Центральним у поемі є мотив утраченого раю. Туга за втраченим раєм виступає і рушієм дії, і причиною внутрішнього переродження героя. У пустелі перед Каїном з'являється видіння раю, яке він відразу упізнає. І. Франко змальовує втрачений рай через ряд символів. Найперше, це символ саду, лише три автор згадує інший символ раю — місто. Ще один символ раю — Царство Небесне. При згадці про Боже Царство автор підкреслює, що рай — не стільки місце, стільки стан душі. Усвідомлення саме цієї істини перероджує Каїна — з братовбивці він перетворюється на носія спасенної ідеї, усвідомлює себе месією.

## Виноски
1. ↑  Смерть Каїна. Іван Франко. Енциклопедія життя і творчості. Процитовано 27 грудня 2020. {{cite web}}: Зовнішнє посилання в |publisher= (довідка)
2. ↑  Біблйні мотиви і образи в поемі І. Франка «Смерть Каїна»
3. ↑  Іван Франко як поцінувач і перекладач творів Джорджа Гордона Байрона та Персі Біші Шеллі / Інформаційно-аналітичний часопис Львівського національного університету мені Івана Франка «Каменяр»
4. ↑  Символіка поеми Івана Франка «Смерть Каїна»[недоступне посилання з липня 2019]